# Марио Рици
Архиепископ Марио Рици (на италиански: Mario Rizzi) е италиански католически духовник, ватикански дипломат и бивш нунций в Република България в периода 1991 – 1996 г. Той е първият дипломатически представител на Ватикана след падането на комунистическата диктатура в България.

## Биография
Марио Рици е роден на 3 март  1926 г. в град Сан Джовани ин Персичето, Италия.
Ръкоположен е за свещеник на 3 октомври 1948 г. от кард. Джовани Батиста Назали Рока ди Корнелиано. След защитата на докторат по Каноническо Право от 1952 г. работи в Конгрегацията за Източните църкви, първо като помощник, а след това като ръководител. Удостоен с титлата капелан на Негово Светейшество през 1960 и почетен прелат през 1966, той е постулатор на процеса за беатификацията на свещеника Бруно Маркезини и освен това член на Конгрегацията за Процесите на Светците. В периода 1982 – 1991 г. е подсекретар на Конгрегацията за източните Църкви.
Номиниран от папа Йоан Павел II на 28 февруари 1991 г. за титулярен архиепископ на Балнеорегиум и апостолически нунций в България. Ръкоположен е за епископ на 20 април 1991 г. от кардинал Анджело Содано. След като е освободен от длъжността нунций през 1996 г. носи титлата „бивш апостолически нунций в България и титулярен архиепископ на Балнеорегиум“.
Умира на 13 април 2012 г.